# 尼崎市立尼崎双星高等学校
尼崎市立尼崎双星高等学校（あまがさきしりつ あまがさきそうせいこうとうがっこう）は、兵庫県尼崎市口田中二丁目にある市立高等学校。

## 設置学科
- 全日制課程
  - 普通科
    - 音楽類型(特色選抜で募集)
    - 国際コミュニケーション類型
    - 人文社会類型
    - 自然科学類型

  - 商業学科
  - ものづくり機械科
  - 電気情報科

## 沿革
- 2011年（平成23年） - 尼崎市立尼崎産業高等学校と尼崎市立尼崎東高等学校とが合併して開校。

## 校名の由来
- 校名の「双星」という言葉は、前身校である尼崎市立尼崎東高等学校と尼崎市立尼崎産業高等学校の2校を示している[1]。

## 校長
- 加藤賢治（2011-）[2]
- 平田靖久（-2016）[3]
- 谷清隆（2016-）[3]
- 脇田高史（-2021）[4][5]